# Rhopalaea abdominalis
Rhopalaea abdominalis är en sjöpungsart som först beskrevs av Sluiter 1898.  Rhopalaea abdominalis ingår i släktet Rhopalaea och familjen Diazonidae. Inga underarter finns listade i Catalogue of Life.